# Contea di Kalamunda
La contea di Kalamunda è una delle 29 local government areas che si trovano nell'area metropolitana di Perth, in Australia Occidentale. Essa si estende su di una superficie di 324 chilometri quadrati ed ha una popolazione di circa 50.000 abitanti.